# Apamea nigrodistincta
Apamea nigrodistincta là một loài bướm đêm trong họ Noctuidae.